# The Doom Generation
The Doom Generation es una película del director Gregg Araki. Estrenada en 1995 protagonizando Rose McGowan, James Duval interpretando a una pareja adolescente y Johnathon Schaech a un punk de 21 años que los lleva a un sinfín de asesinatos y caos, formando así un ménage à trois. Es la segunda parte de la trilogía de películas más conocida como la trilogía del apocalipsis adolescente, siendo la primera Totally Fucked Up y la última Nowhere. Su comercialización fue muy difícil en su década debido a ser una comedia negra llena de erotismo y violencia.
Es la primera de las películas de Araki que maneja la heterosexualidad.

## Argumento
Una pareja de adolescentes, Jordan White y Amy Blue, recogen a un apuesto punk llamado Xavier Red mientras estaban camino a casa desde el club. Jordan le da un apodo de 'X' a Xavier. 
El auto para en una tienda 24 horas pero escapan cuando X por casualidad mata al propietario de la tienda. Entonces el trío se oculta en un motel para evitar ser apresados por la policía. 
Mientras Jordan y Amy tienen relaciones sexuales en la bañera, X prende la televisión y ve en las noticias que la esposa del propietario de la tienda 24 horas mata y descuartiza a sus hijos para después suicidarse. Xavier concluye que eso limitará cualquier posibilidad de que los atrapen.

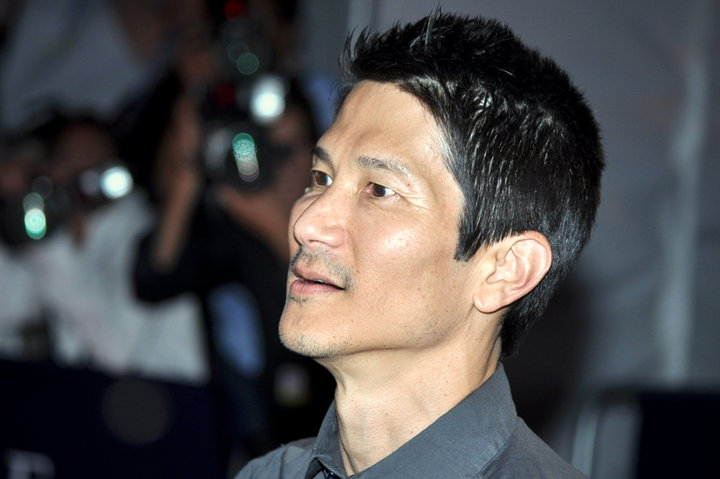
Gregg Araki, director de la Trilogía del apocalipsis adolescente

Más tarde ese mismo día, Amy engaña a Jordan y tiene sexo con X. Conforme pasan las horas, Jordan averigua la infidelidad y las cosas se hacen tensas cuando los dos hombres desarrollan una atracción sexual el uno con el otro. Los tres viajan a través de Estados Unidos por pequeños pueblos y ellos se siguen metiendo en problemas violentos debido a los ex-amores de Amy o confundiéndola como tal.
Se encuentran con el FBI y les dicen que los encontrarán y matarán a Amy (exactamente igual que los ex-amores de Amy). Ella es erróneamente confundida por un empleado de comida rápida como 'Sunshine' y después por una chica como 'Kitten'
Jordan, Amy y X pasan la noche en un granero abandonado, donde tienen un trío sexual. Mientras Amy va a orinar, Jordan y X son atacados por un grupo de neonazis, de los cuales, uno confundía a Amy como su exnovia 'Bambi'. La pandilla comienza a dar una paliza a X y luego amarra a Jordan para imposibilitarle moverse. Cuando Amy vuelve, la amarran y la violan con un fondo de una bandera americana. El grupo finalmente corta el pene de Jordan. Después de que Amy se libera, ella mata a los neonazis y escapa con X, abandonando a Jordan ya muerto. 
La película termina con Amy y X, que conducen sin rumbo sobre el camino. Xavier come Doritos y ofrece a Amy unos, pero no recibe ninguna respuesta. Amy simplemente fuma un cigarrillo y sigue conduciendo. La película se desvanece con los créditos finales.

## Reparto
- James Duval como Jordan White.
- Rose McGowan como Amy Blue.
- Johnathon Schaech como Xavier Red.
- Dustin Nguyen como Clerk, empleado del mini-mercado.
- Margaret Cho como la esposa de Clerk.
- Nicky Katt como empleado de comida rápida.
- Parker Posey como Brandi.

## Premios

### Premios Independent Spirit[1]
| Año  | Categoría                  | Nombre       | Resultado |
| ---- | -------------------------- | ------------ | --------- |
| 1996 | Mejor actuación revelación | Rose McGowan | Nominada  |